# Emanuel Mendez da Costa
Emanuel Mendez da Costa (5 juni 1717 – 31 mei 1791) was een Engelse botanicus, natuuronderzoeker, filosoof en verzamelaar van waardepapieren, manuscripten, en anekdotes van literatoren.
Da Costa was een van de eerste Joodse leden van de Royal Society of London, en bekleedde de functie van bibliothecaris. Verder was hij lid van de Antiquarian Society of London, van de Botanic Society in Florence, de Aurelian Society en de Gentleman's Society in Spalding.
Tot zijn publicaties behoren A Natural History of Fossils (1757), Elements of Conchology, or An Introduction to the Knowledge of Shells (1776), met illustraties van Peter Brown, British Conchology (1778), verscheidene belangrijke bijdragen in de Philosophical Transactions of the Royal Society en andere wetenschappelijke bijdragen.
- Gemeinsame Normdatei: 10020807X
- International Standard Name Identifier: 0000 0000 7691 6956
- Library of Congress Control Number: nr93024511
- Nationale Bibliotheek van Israël: 987007265212905171
- Nederlandse Thesaurus van Auteursnamen: 074672762
- LIBRIS: 332936
- SNAC: w6t44sjv
- Système universitaire de documentation: 143322893
- Virtual International Authority File: 42182403
- WorldCat: E39PBJwhCRhG96DXtkFf3vQjG3